# If on a Winter's Night...
| Recensione       | Giudizio     |
| ---------------- | ------------ |
| AllMusic         |              |
| Billboard        | (Favorevole) |
| The Boston Globe | (Positivo)   |
| The Guardian     |              |
| The Independent  |              |
| The Times        |              |

If on a Winter's Night... è il nono album in studio del cantante britannico Sting. È stato pubblicato dalla Deutsche Grammophon il 27 ottobre 2009 negli Stati Uniti e il 2 novembre 2009 nel Regno Unito. Si tratta di una raccolta di canti tradizionali e pezzi d'autore che ripercorrono un viaggio spirituale e riflessivo attraverso l'inverno, la stagione preferita da Sting.
L'album è stato reso disponibile in diversi formati: LP in vinile, CD singolo, un CD in edizione limitata con in allegato un DVD dietro le quinte intitolato The Genesis of "If on a Winter's Night..." in Six Chapters, una versione esclusiva per Amazon.com, così come varie edizioni d'importazione. L'edizione limitata e l'edizione per Amazon hanno entrambe tracce bonus; l'edizione giapponese include il brano The Coventry Carol.
Il titolo dell'album è basato su quello del romanzo Se una notte d'inverno un viaggiatore di Italo Calvino.

## Tracce
Tutte le canzoni sono state arrangiate da Sting e Robert Sadin.
1. Gabriel's Message – 2:34
  - Canto tradizionale basco (titolo originale: Birjina gaztetto bat zegoen)
  - Già registrata da Sting in un'altra versione come lato B del singolo Russians nel 1985
2. Soul Cake – 3:29
  - Parole e musica: Tracey Batteast, Elena Mezzetti, Paul Stookey
3. There Is No Rose of Such Virtue – 4:04
  - Canto tradizionale (autore anonimo)
4. The Snow It Melts the Soonest – 3:44
  - Ballata tradizionale di Newcastle
5. Christmas at Sea – 4:38
  - Parole: Robert Louis Stevenson
  - Musica: Mary Macmaster, Sting
6. Lo, How a Rose E'er Blooming – 2:42
  - Canto natalizio tradizionale tedesco composto da Michael Praetorius (titolo originale: Es ist ein' Ros' entsprungen)
  - Adattamento inglese di Theodore Baker
7. Cold Song – 3:16
  - Parole: John Dryden
  - Musica: Henry Purcell
8. The Burning Babe – 2:42
  - Parole: Robert Southwell
  - Musica: Chris Wood
9. Now Winter Comes Slowly – 3:06
  - Parole: Thomas Betterton
  - Musica: Henry Purcell
10. The Hounds of Winter – 5:51
  - Canzone di Sting
  - Nuova versione della traccia apparsa nell'album Mercury Falling nel 1996
11. Balulalow – 3:10
  - Canto tradizionale composto da Peter Warlock
12. The Cherry-Tree Carol – 3:12
  - Canto tradizionale (autore anonimo)
13. Lullaby for an Anxious Child – 2:50
  - Parole e musica: Sting, Dominic Miller
  - Nuova versione della traccia apparsa come lato B nel singolo You Still Touch Me nel 1996
14. The Hurdy-Gurdy Man – 2:51
  - Canto tradizionale tedesco composto da Wilhelm Müller e Franz Schubert (titolo originale: Ger Der Leiermann)
  - Adattamento inglese di Sting
15. You Only Cross My Mind in Winter – 2:36
  - Testo di Sting su musica di Johann Sebastian Bach
16. Bethlehem Down – 2:56 – Traccia bonus disponibile in edizioni limitate/deluxe & iTunes
  - Parole: Bruce Blunt
  - Musica: Peter Warlock
17. Blake's Cradle Song – 3:32 – Traccia bonus disponibile in edizioni limitate/deluxe
  - Rifacimento in musica del poema A Cradle Song di William Blake
18. The Coventry Carol – 2:33 – Traccia bonus disponibile nell'edizione giapponese
  - Canto natalizio tradizionale britannico

## Classifiche

### Classifiche settimanali
| Classifica (2009/10) | Posizione massima |
| -------------------- | ----------------- |
| Austria              | 12                |
| Belgio (Fiandre)     | 7                 |
| Belgio (Vallonia)    | 5                 |
| Danimarca            | 7                 |
| Finlandia            | 7                 |
| Francia              | 8                 |
| Germania             | 5                 |
| Grecia               | 11                |
| Italia               | 4                 |
| Norvegia             | 7                 |
| Paesi Bassi          | 10                |
| Polonia              | 1                 |
| Portogallo           | 25                |
| Regno Unito          | 15                |
| Stati Uniti          | 6                 |
| Spagna               | 18                |
| Svezia               | 12                |
| Svizzera             | 13                |
| Ungheria             | 8                 |

### Classifiche di fine anno
| Classifica (2009) | Posizione |
| ----------------- | --------- |
| Europa            | 35        |
| Italia            | 32        |
| Polonia           | 2         |
| Classifica (2010) | Posizione |
| Germania          | 93        |
| Stati Uniti       | 90        |